# سلویس، پاکستان
سلویس (به انگلیسی: Sluice) یک روستا در پاکستان است که در پنجاب واقع شده‌است. سلویس ۱۸۱ متر بالاتر از سطح دریا واقع شده‌است.